# Европско првенство у атлетици за јуниоре 2007 — 1.500 метара за јуниорке
Такмичење у трчању на 1.500 метара у женској конкуренцији на 19. Европском првенству у атлетици за јуниоре 2007. у Хенгело одржано је 21. јула 2007. на Fanny Blankers-Koen Stadion- у.
Титулу освојену у Каунасу 2005, није бранила Мораг Макларти из Уједињеног Краљевства.

## Земље учеснице
Учествовало је 13 такмичарки из 7 земаља.
1. Грчка (1)
2. Пољска (2)
3. Румунија (3)
4. Русија (2)
5. Србија (2)
6. Уједињено Краљевство (2)
7. Холандија (1)

## Освајачи медаља
|                              |                                  |                            |
| Кристина Василоиу · Румунија | Стеф Твел · Уједињено Краљевство | Данијела Дониса · Румунија |

## Рекорди
| Рекорди пре почетка Европског првенства 2007. | Рекорди пре почетка Европског првенства 2007. | Рекорди пре почетка Европског првенства 2007. | Рекорди пре почетка Европског првенства 2007. | Рекорди пре почетка Европског првенства 2007. | Рекорди пре почетка Европског првенства 2007. |
| --------------------------------------------- | --------------------------------------------- | --------------------------------------------- | --------------------------------------------- | --------------------------------------------- | --------------------------------------------- |
| Европски рекорд У-20                          | Неља Непорадна                                | Украјина                                      | 4:04,24                                       | Париз, Француска                              | 29. август 2003.                              |
| Рекорди европских првенстава У-20             | Ингер Кнутсон                                 | Шведска                                       | 4:07,47                                       | Дуизбург, Западна Немачка                     | 26. август 1973.                              |

## Сатница
| Датум   | Време | Коло   |
| ------- | ----- | ------ |
| 21. јул | 16:55 | Финале |

## Резултати
,

### Финале
Такмичење је одржано 21. јула 2007. године у 16:55.
| Место | Атлетичарка       | Земља                | ЛР      | ЛРС | Резултат | Белешка |
| ----- | ----------------- | -------------------- | ------- | --- | -------- | ------- |
|       | Кристина Василоиу | Румунија             |         |     | 4:15,30  |         |
|       | Стеф Твел         | Уједињено Краљевство |         |     | 4:16,03  |         |
|       | Данијела Дониса   | Румунија             |         |     | 4:18,19  |         |
| 4.    | Ема Полант        | Уједињено Краљевство |         |     | 4:18,71  |         |
| 5.    | Богдана Мимић     | Србија               |         |     | 4:24,23  | ЛР      |
| 6.    | Габријела Неакшу  | Румунија             |         |     | 4:25,20  |         |
| 7.    | Данута Урбаник    | Пољска               |         |     | 4:26,93  |         |
| 8.    | Камила Зглејц     | Пољска               |         |     | 4:27,59  |         |
| 9.    | Манон Крејвер     | Холандија            |         |     | 4:31,83  |         |
| 10.   | Јекатерина Ишова  | Русија               |         |     | 4:34,10  |         |
| 11.   | Марија Паноу      | Грчка                |         |     | 4:39,03  |         |
|       | Марина Гордејева  | Русија               |         |     | НС       |         |
|       | Азра Еминовић     | Србија               | 4:15,77 |     | НЗ       |         |